# CY Aquarii
CY Aquarii è una stella variabile appartenente alla sottoclasse delle variabili SX Phoenicis inquadrata nella classe delle stelle variabili pulsanti; a questa sottoclasse appartengono le stelle vagabonde blu (in inglese blue straggler). La sua variabilità è stata scoperta nel 1934 da Cuno Hoffmeister. CY Aquarii appartiene alla popolazione II e dista circa 400 parsec dal Sistema solare.

## Duplicità di CY Aquarii
CY Aquarii è anche una stella binaria spettroscopica: la secondaria dovrebbe essere circa 8,8 magnitudini meno luminosa della stella principale.
Il periodo dell'orbita della secondaria attorno al baricentro comune dovrebbe essere di 52,5 anni, con un semiasse maggiore di circa 1,26 UA e un'eccentricità di 0,7. La stella secondaria avrebbe una massa compresa tra 0,10×100,76 M⊙. Questi valori non sono sicuri in quanto non è stato ancora possibile misurarli direttamente.

## Periodo di variazione e sue variazioni
La sua luminosità varia nel visibile di circa 0,7 m. Riguardo al periodo di variazione di luminosità ci sono discordanze tra gli astronomi; mentre alcuni affermano che sta aumentando in accordo alla teoria altri al contrario affermano che sta regolarmente decrescendo.